# Филиппова, Софья Юрьевна
Софья Юрьевна Филиппова (род. 3 января 1975, Кемерово) — российский учёный.
Профессор кафедры коммерческого права и основ правоведения юридического факультета Московского государственного университета (с февраля 2010), доктор юридических наук (2021). Преподавала гражданское право в Российской академии правосудия; член оргкомитета конференции «Современные проблемы коммерческого права России» (2010—2013).

## Работы
- «Цивилистическая наука России: становление, функции, методология» (М., 2017)[1];
- «Фирменное право России» (М., 2016)[2][3];
- «Инструментальный подход в науке частного права» (М., 2013)[4][5];
- «Частноправовые средства организации и достижения правовой цели» (2011)[6];
- «Корпоративный конфликт: возможности правового воздействия» (2009);
- Российское частное право: принцип системности и социокультурный контекст // Закон. — 2017. — № 11. — С. 134—144. — ISSN 0869-4400;
- Двойственность правовых последствий смерти участника общества с ограниченной ответственностью // Гражданское право. — 2019. — С. 20—24.
- Новое слово в юридической технике // Экономика и жизнь. — 2016. — 26 октября (№ 42 (944)).

## Семья
- Два ребёнка